# 노체라수페리오레
노체라수페리오레(이탈리아어: Nocera Superiore)는 이탈리아 캄파니아주 살레르노도에 위치한 코무네다.